# Irenaella hebe
Irenaella hebe är en insektsart som beskrevs av Rauno E. Linnavuori 1977. Irenaella hebe ingår i släktet Irenaella och familjen dvärgstritar. Inga underarter finns listade i Catalogue of Life.